# Chariot (ゲーム)
『Chariot』（チャリオット）は、カナダのゲームソフト開発会社Frima Studioが開発したアクションパズルゲーム。各種家庭用ゲーム機向けに発売されたが、このうちNintendo Switch版は『チャリオット 王様パック』（チャリオット おうさまパック、英：Super Chariot）のタイトルで配信されている。

## 概要
亡くなった王様を埋葬するのにふさわしい墓地を探すため、王女とその婚約者がチャリオット（車輪付きの棺）を曳いて地下迷宮を冒険する物語。作中では、棺に宿る王様の幽霊が度々現れて王女たちにアドバイスや小言を言うなどコミカルな表現が多く用いられている。日本版では一部で日本の声優による吹き替えが行われ、王様の声を烏田裕志が、様々なアイテムを販売するよろず屋の声を中田俊輔が演じている。
基本的なゲームシステムは、サイドビューで描かれた広大な各ステージ内でゴールやアイテムを探索するという、いわゆる「メトロイドヴァニア」のような形式をとり、これにチャリオットを用いた様々な謎解き要素が加えられている。チャリオットの動きには物理演算が適用され、重力や慣性の影響を受ける。本作は1人プレイだけでなく2人同時プレイも可能で、ステージ内には協力プレイを想定した謎解きもある。
発売後の追加コンテンツとして、「王家の道具パック」（英：Royal Gadget Pack）の配信が行われた。これによりゲームプレイを補助する各種アイテムが追加されたほか、よろず屋を操作キャラクターとして使用可能となった。なお、Nintendo Switch版にはこのコンテンツが初めから含まれている。

## システム
全部で25のステージがある。操作キャラクターとチャリオットがステージ内のどこかにある出口に到達するとステージクリアとなり別ステージの入り口が開放される。ステージの入り口と出口は一つとは限らず、どの出口に到達したかによって開放される入り口が異なる。
操作キャラクターはジャンプと敵への攻撃のアクションを行う。チャリオットの移動時は後ろから押すかロープで引っ張る。ロープを手繰ってチャリオットを引き寄せることもできる。下方にぶら下がったチャリオットを引き上げる際には、通常は操作キャラクターが引きずられるが、踏んばる動作をするとその場から動かずに実行できる。なお、操作キャラクターとチャリオットが離れすぎるとミスとなる。
チャリオットは操作キャラクターが高い場所へ飛び移る際の足場ともなるほか、アイテムが入った木箱を上に乗せて運ぶ場面もある。この木箱をステージの先にある装置まで運ぶと中身を入手できるが、運ぶ最中にチャリオットがひっくり返って一定時間が経過すると箱が爆発し消滅する。
ステージ内には、拠点の店にアイテムが追加される「設計図」やそのアイテムの購入時に通貨代わりとなる宝石、隠しステージへ進む際に必要となるアイテム「シャレコウベ」が各所にある。これらは、操作キャラクターではなくチャリオットを近づけた時点で入手できる。
ステージ内の一部には魔物の巣がある。この目の前でチャリオットが壁や地面に激しくぶつかったり宝石を入手するなどして周囲に大きな音をたてると、中から魔物が次々と現れる。この魔物はチャリオットを目掛けて進み、手持ちの宝石を奪っていく。盗まれた宝石は敵を倒すことで取り戻せる。
各ステージのクリア後にはスピードランモードが開放される。このモードではあらかじめ決められたルートでゴールに到達することを目指し、クリアタイムの速さに応じて金・銀・銅・何もなしの評価が与えられる。このタイムはオンラインランキングに登録される。

## 受賞・ノミネート
- 2014 Canadian Videogame Awards ノミネート（以下の8部門）[5]
  - Game of the Year
  - Fans' Choice Award
  - Best Console Game
  - Best Animation
  - Best Game Design
  - Best New Character (The Princess)
  - Best Technology
  - Best Visual Arts
- Numix Awards 2015 「Production Indépendante (Best Independent Videogame Production)」受賞[6]